# Abborrtjärnen (Järna socken, Dalarna, 671610-142833)
Abborrtjärnen är en sjö i Vansbro kommun i Dalarna och ingår i Dalälvens huvudavrinningsområde. Sjön har en area på 0,0461 kvadratkilometer och ligger 249 meter över havet.

## Delavrinningsområde
Abborrtjärnen ingår i det delavrinningsområde (671492-142892) som SMHI kallar för Inloppet i Storsjön. Medelhöjden är 284 meter över havet och ytan är 7,79 kvadratkilometer. Räknas de 17 avrinningsområdena uppströms in blir den ackumulerade arean 140,58 kvadratkilometer. Snöån (Mögsjöån) som avvattnar avrinningsområdet har biflödesordning 3, vilket innebär att vattnet flödar genom totalt 3 vattendrag innan det når havet efter 305 kilometer. Avrinningsområdet består mestadels av skog (66 procent) och sankmarker (22 procent). Avrinningsområdet har 0,82 kvadratkilometer vattenytor vilket ger det en sjöprocent på 10,5 procent.